# 第二次奴隷戦争
第二次奴隷戦争（伊: Seconda guerra servile）は、紀元前104年から紀元前100年にかけて共和政ローマ期にシチリアで起きた奴隷による大規模な反乱である。3度にわたって共和政ローマで起こった奴隷戦争の2度目の戦争である。

## 経過
ガリア・キサルピナ属州に侵略したキンブリ族へ対するために、総司令官ガイウス・マリウスは兵を募ると共に、同盟国であったビテュニアへ支援を要請したものの、ビテュニアは応じることができなかった。そのため、マリウスはローマの奴隷を兵に充てるべく、従順な一部の奴隷を解放するよう指示した。
その際に800名程度のシチリアの奴隷が解放されたが、自らの自由を取り戻すために、奴隷らはローマに対して反乱を起した。首謀者のサルウィウスはエウヌス（第一次奴隷戦争での指導者）の後継者を自称し、他にアテニオンらが指揮したとされる。
サルウィウスらは歩兵20,000、騎兵2,000を含む訓練された軍を集めたものの、紀元前101年にローマの執政官であったマニウス・アクィッリウスによって鎮圧された。なお、サルウィウスらはこの戦いで死亡したとされる。